# Zasady rachunkowości
Zasady rachunkowości – zbiór obowiązujących reguł, procedur i norm, które są stosowane w praktyce, aby dostarczane informacje o sytuacji majątkowej przedsiębiorstwa, jego działalności gospodarczej i osiąganych wynikach finansowych były pełne, jasne, rzetelne i użyteczne. Część z tych zasad polski prawodawca zawarł w I rozdziale ustawy o rachunkowości z dnia 29 września 1994 roku.
Zasady rachunkowości to reguły (wytyczne) dotyczące prowadzenia ksiąg rachunkowych oraz sporządzania i prezentacji sprawozdań finansowych. Ich uniwersalność wynika z teorii i metodologii rachunkowości oraz pożądanych cech jakościowych sprawozdań finansowych. Zasady rachunkowości nie mają jednak charakteru normatywnego, chyba że zostały włączone do odpowiednich aktów prawnych.
Wszystkie zasady rachunkowości mogą zostać podzielone na trzy zasadnicze grupy: uniwersalne, podstawowe (nadrzędne) i szczegółowe (podrzędne). Zasady uniwersalne to takie reguły, które są powszechnie stosowane w rachunkowości we wszystkich krajach bez względu na ich ustrój polityczny czy system gospodarczy. Natomiast zasady podstawowe i szczegółowe są określane i wprowadzane do praktyki w zależności od przyjętych rozwiązań w regulacjach prawnych danego kraju lub poprzez stosowanie międzynarodowych rozwiązań (np. Międzynarodowych Standardów Rachunkowości).
Do zasad rachunkowości zalicza się:
- zasady uniwersalne[1]:
  - zasadę periodyzacji,
  - zasadę podmiotowości,
  - zasada dwustronnego (podwójnego) zapisu;
- zasady podstawowe[3][4]):
  - zasadę kontynuacji (ciągłości) działania,
  - zasadę memoriałową:
    - zasadę kasową,
    - zasadę współmierności przychodów i kosztów ich uzyskania;

  - zasadę ciągłości,
  - zasadę ostrożnej wyceny,
  - zasadę przewagi treści nad formą,
  - zasadę istotności,
  - zasadę prawdziwego i rzetelnego obrazu;
- zasady szczegółowe[5]:
  - zasadę porównywalności sprawozdań,
  - zasadę terminowości i aktualności,
  - zasadę wiarygodności,
  - zasadę dokumentacji – wszelkie zdarzenia, jakie wystąpiły w przedsiębiorstwie muszą być udokumentowane[potrzebny przypis],
  - zasadę kompletności,
  - zasadę jasności (zrozumiałości lub przejrzystości),
  - zasadę wyceny majątku w oparciu o „koszt historyczny”.